# درغز (سياهو)
درغز (بالفارسية: درگز) هي قرية تقع في إيران في قسم سیاهو الريفي. يقدر عدد سكانها بـ 882 نسمة بحسب إحصاء 2016.